# Траурное самоистязание в Иране
Траурное самоистязание в Иране — это обряд самоистязания, который является одним из основополагающих в процессе религиозного траура и выполняется в ходе траурных шествий или в мечетях. Обычно данный процесс заключается в том, что участники траурного шествия, будучи вне помещений, произносят вслух религиозные стихотворения, оплакивая имама Хусейна и события, произошедшие в Кербеле. 
Традиция подобных траурных шествий, сопровождаемых ритмичными ударами шествующих в грудь, имеет арабское происхождение. Сама традиция блюдется по сей день.
В начале христианской эпохи, в моменты воздаяния скорби богине Ма проводили шествия, сопровождающиеся самоистязанием, а также использованием таких инструментов, как барабан и труба. Также в процессе этого шествования люди могли заниматься гаданием.  Этот ритуал имеет явные черты сходства с воздаянием скорби Сиавашу, где скорбящие также занимаются самоистязанием и причитаниями
. 
Необходимо отметить, что вышеупомянутые ритуалы, в свою очередь, имеют сходство с ныне существующими в шиитском мазхабе траурным традициями, которые сопровождаются проведением траурных представлений-мистерий «таазие».
Поначалу синезани не было повсеместным явлением и включало в себя лишь поминовение убийства Османа. Начало данной религиозной традиции относится к эпохе правления Азада аль-Даула Димли (вторая половина IV века по солнечной хиджре/VIII век по григорианскому календарю). Более широкое распространение она получила в эпоху Сефевидов и Каджаров.
В первый раз данный ритуал был исполнен во времена правления Муазала аль-Даула в 352 году по солнечной хиджре/963 году по григорианскому календарю.
В каджарскую эпоху эта традиция получила большее распространение. Во времена правления Насреддин-шаха, этот ритуал исполнялся женщинами гарема шаха и его придворными.
Траурное шествие синезани в Тегеране обычно сопровождается использованием ламп, привлечением исполнителей траурных стихов, групповым чтением стихов религиозного толка и использованием  особых музыкальных композиций. В Азербайджане данная религиозная традиция имеет массовый характер. Периодически синезани сопровождалось ударением себя кинжалом и нанесением своему телу ран.